# Six (Whodini)
Six è il sesto album in studio del gruppo hip hop statunitense Whodini, pubblicato nel 1996.

## Tracce
1. Brooklyn (Intro) - 0:05
2. Runnin' 'Em (featuring Lost Boyz) - 3:42
3. Be My Lady (featuring R. Kelly) - 3:48
4. Here He Comes (Interlude) - 0:38
5. Can't Get Enough (feat. Lord Tariq & Peter Gunz) - 5:15
6. Keep Running Back (featuring Trey Lorenz) - 3:34
7. If You Want It (featuring Trina Broussard) - 4:51
8. Turn the Whole World Around (Interlude) - 0:18
9. Let Me Get Some (feat. Nicole Jackson) - 3:36
10. VIP (featuring Mr. Black) - 3:30
11. Still Want More - 4:47
12. NBA (Interlude) - 0:09
13. Keep Running Back (Remix) - 3:52